# Saccharomyces
Genre
Saccharomyces est un genre de champignons ascomycètes ne donnant pas de mycélium — on parle de « levures » —, et comprenant un grand nombre d'espèces utilisées dans l'industrie alimentaire comme agents de fermentation.
Saccharomyces cerevisiae est l'espèce la plus connue, certaines souches servent à la fabrication de la levure de bière employée pour l'ensemencement de liqueurs sucrées, destinées à fabriquer la bière ; et d’autres souches servent à la fabrication de la levure de boulanger utilisée dans la fabrication du pain.
Les préparations commerciales d'ultralevure contiennent une autre levure Saccharomyces boulardii utilisée comme probiotique.
Saccharomyces cerevisiae est utilisée dans la panification. La première utilisation prouvée de la levure remonte à l’antiquité, plus précisément chez les Égyptiens. Ceux-ci utilisaient déjà des levures plus de trois mille ans avant notre ère ; on retrouve d’ailleurs des scènes décrivant l’utilisation de la levure dans certains tombeaux. Il existait déjà de nombreux pains, et les Égyptiens faisaient la différence entre le pain de farine fine, le pain blanc, et le pain brun, avec une farine complète, comprenant l’enveloppe du grain.
Ce n’est qu’au XVIe siècle, avec Parmentier qui publie un livre où il vante les mérites du pain levé, que celui-ci est reconnu. Avant il était plutôt considéré comme une « erreur ». En 1665, on découvre que l’écume récoltée à la surface des tonneaux de bière fait rapidement lever le pain… Elle présente toutefois l’inconvénient de donner un léger goût amer au pain. Entre 1857 et 1863, Louis Pasteur démontre le rôle de la levure, en tant que micro-organisme responsable de la fermentation.
C’est aux alentours des années 1920 que l’on commencera à utiliser la levure Saccharomyces cerevisiae. Cette levure est aujourd’hui pratiquement la seule qui soit utilisée en boulangerie.

## Liste d'espèces
Selon ITIS :
- Saccharomyces bailii Linder
- Saccharomyces carlsbergensis Hansen, 1908
- Saccharomyces cerevisiae Hansen, 1883
- Saccharomyces delbrueckii Linder
- Saccharomyces exiguus Hansen
- Saccharomyces fermentati (Saito) Lodder & Kreger-van Rij
- Saccharomyces florentinus (Cast.) Lodder & Kreger-van Rij
- Saccharomyces fragilis Jorgensen
- Saccharomyces fructuum Lodder & Kreger-van Rij
- Saccharomyces heterogenicus Osterwalder
- Saccharomyces oleaginosus Santa Maria
- Saccharomyces rosei (Guill.) Lod. & Kreger-van Rij
- Saccharomyces steineri Lodder & Kreger-van Rij

Auxquels on peut rajouter:
- Saccharomyces boulardii
- Saccharomyces kefir
- Saccharomyces kluyveri - Dont le génome a été totalement séquencé ,